# OZM系列反人员地雷
OZM系列反人员地雷是苏联制造的一系列高爆破片（HE-Frag）、圆柱形、杀伤人员（AP）的边界地雷，也是弹跳地雷的一种，OZM缩写来自俄语：осколочная заградительная мина ，意为碎片弹幕杀伤地雷。其目的是通过其碎片来造成伤害或死亡。主要包括OMZ-3，OMZ-4，OZM-72。

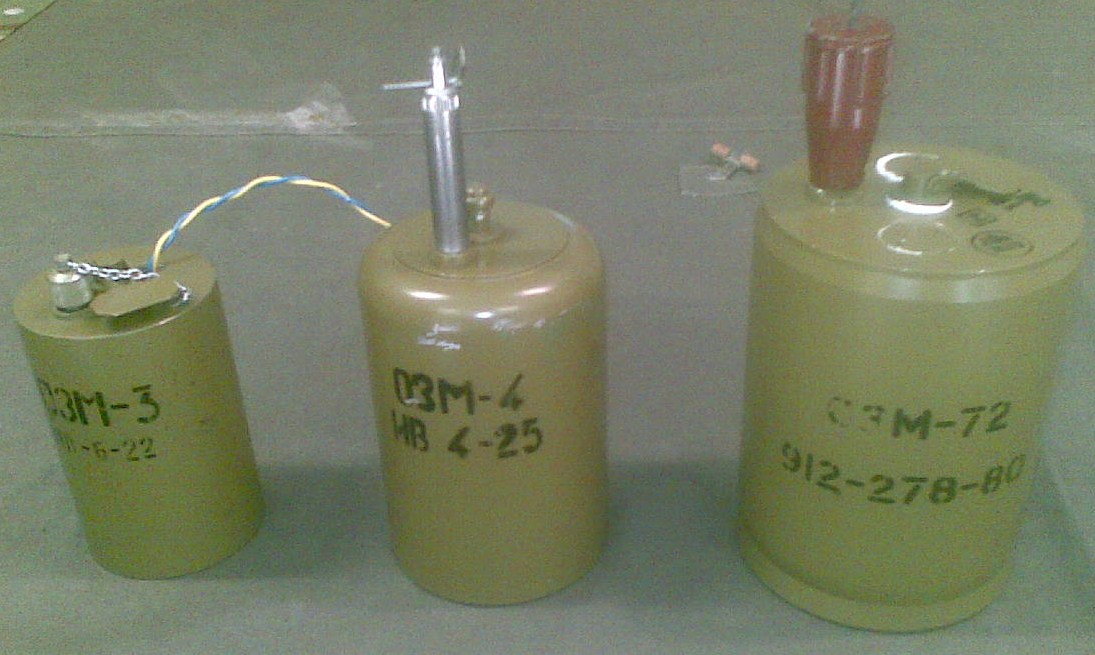
依次为OZM-3,OZM-4,OZM-72型地雷

它们表面通常被漆成橄榄绿色，并配有一根绊线和两个用于固定绊线的绿色涂漆木制或金属桩。 OZM-3 和 OZM-4 都具有铸铁破片体，而 OZM-72 还包含预制钢破片，并且这三款都留有引信孔，因此可以使用多种引信。

## 工作原理
这些地雷可以通过各种引信启动，其中包括电子引信或拉力引信，它们最常见的是配制MUV引信，或者使用MVN-2引信。
发射时金属底板会保留在地下，而雷体则被一个小的装药抛射，但是雷体连接有一根系绳。当系绳末端到达大约 0.5 m 的高度时，主装药爆炸并将外壳碎片散布到大片区域实现最大杀伤。人员会因为主要脏器被破片击中导致失血性休克死亡。

## 种类

### OZM-3[1]
OZM-3（OЗM-3），一种高爆破片（HE-Frag）、圆柱形、铸铁、杀伤人员（AP）、由铸铁制成的边界地雷，没有任何预破片，其目的是通过其碎片来造成伤害或死亡。地雷顶部中央有一个雷管固定塞，此外还有一个螺纹引信适配器，可使用任何带有 8 毫米粗螺纹的引信。雷管固定塞的另一侧有两根电线，可用于电起爆。爆炸高度由烟火延迟元件控制，在大约 1.5m 高处引爆地雷。 OZM-3 通常使用 MUV 系列拉销式引信。地雷本身没有自毁装置。

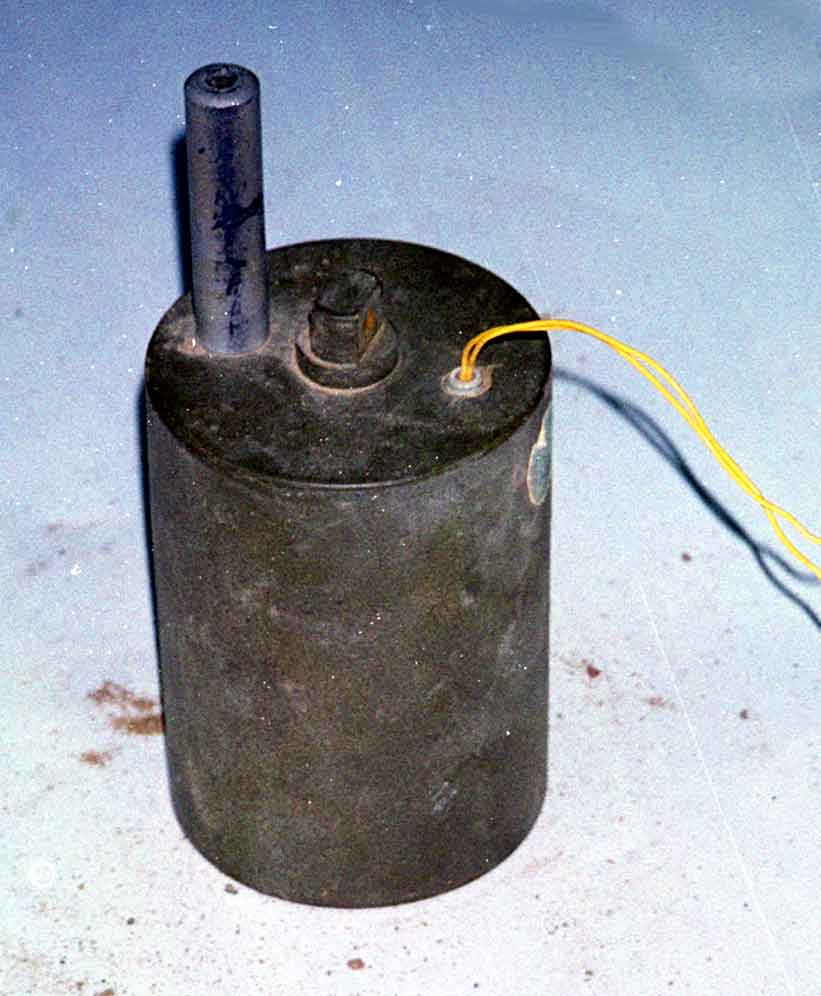
OZM-3型地雷，请注意黄色的电线

OZM-3地雷通常埋设在土壤中，并加以伪装。如果地面结冰且有15厘米或以上的积雪，则将地雷安装在地表上，侧面用压实的雪覆盖，并用雪进行伪装。当在沼泽或松软的土壤中时，为确保地雷的可靠性，在其下方会安装一块尺寸为15x15厘米的木板板或其他平坦衬板。当地面结冰深度达到 10-14 厘米时，可能会在不弹射情况下爆炸。为了防止工兵排雷，会配合MS-3松发地雷一起使用。  

#### OZM-3 性能
| 外壳材质       | 铸铁                          |
| 重量           | 3.2 千克（7 磅）              |
| 装药（TNT）    | 75 克（0.16 磅）              |
| 地雷直径       | 76 毫米（3 英寸）             |
| 外壳高度       | 130 毫米（5.1 英寸）          |
| 使用绊线长度   | 5 米（16.4 英尺）             |
| 引信灵敏度     | 0.5–1 千克（1.1 - 2.2 磅）    |
| 致命破坏的半径 | 9 米（29.5 英尺）             |
| 温度使用范围   | -40 至 +50*C（-40 至 +138*F） |

### OZM-4[2]
OZM-4 (OЗM-4)，一种高爆 (HE)、圆柱形、铸铁、杀伤人员 (AP) 边界地雷，旨在通过其碎片造成伤害或死亡。它基本上是 OZM-3 的增强型号，顶部边缘具有更圆润的外观。它由铸铁制成，没有任何预碎裂。地雷顶部中央有一个雷管固定塞，带有T形手柄，方便拆卸和携带。除此之外，还有一个螺纹引信适配器，可接受任何带有 8 毫米粗螺纹的引信。该地雷含有 170 克 TNT，可将碎片散布到 13 米的致命半径。爆炸高度由0.8米长的挂绳控制。该地雷可以通过连接到 10 米长绊线的 MUV 系列拉式引信或捷克 RO-8 压力引信来启动。
它已在阿富汗、安哥拉、柬埔寨、古巴、厄立特里亚、埃塞俄比亚、莫桑比克、纳米比亚、尼加拉瓜、苏丹、越南、也门和赞比亚被发现。

#### OZM-4 性能
| 外壳材质       | 铸铁                      |
| 重量           | 5.4公斤（12磅）           |
| 装药（TNT）    | 170克（0.39磅）           |
| 地雷直径       | 90毫米（3.5英寸）         |
| 外壳高度       | 170毫米（6.7英寸）        |
| 使用绊线长度   | 10米（33英尺）            |
| 引信灵敏度     | 0.5–1公斤（1.1 - 2.2磅）  |
| 致命破坏的半径 | 13米（42英尺）            |
| 温度使用范围   | -40至+50*C（-40至+138*F） |

### OZM-72[4]
OZM-72 (OЗM-72)，是一种高爆破片 (HE-Frag) 大型弹跳杀伤人员 (AP) 地雷，由 OZM-3 和 OZM-4 开发而成，具有更高的效率。外壳为钢板冲压制成，顶部表面中央有一个可拆卸的塞子，覆盖雷管，刺敏点火器插口设置在一侧。螺纹套管主使用机械引信，但也能够安装 NM 电起爆器。 OZM-72 通常由连接到 VPF 或 MUV 系列引信的绊线操作，但也可以使用 MVN-2M 或捷克 RO-8 引信进行压力驱动。在外壳内部，预制切碎的钢碎片被保存在聚乙烯基质中。

#### OZM-72 性能
| 外壳材质       | 铁                                   |
| 重量           | 5公斤（11磅）                        |
| 装药（TNT）    | 660克（1.49磅）                      |
| 地雷直径       | 108毫米（4.1英寸）                   |
| 外壳高度       | 147毫米（6.2英寸）                   |
| 引信灵敏度     | 1.5–6公斤（3.3 - 13.2磅）MUV-3保险丝 |
| 致命破坏的半径 | 25米（82.5英尺）                     |
| 碎片半径       | 50米（164英尺）                      |
| 温度使用范围   | -40至+50*C（-40至+138*F）            |
| 预制钢碎片数量 | 2400块                               |

## 渥太华条约
自渥太华条约签署以来，许多国家决定保留OZM地雷，但将其改为指令引爆，只需销毁所有可能被非战斗人员或动物无差别引爆的引信即可。白俄罗斯尤其决定保留200,000枚OZM-72。